# Silk Willoughby
Silk Willoughby – wieś w Anglii, w hrabstwie Lincolnshire, w dystrykcie North Kesteven. Leży 31 km na południe od Lincoln i 164 km na północ od Londynu.